# NGC 5612
NGC 5612 é uma galáxia espiral (Sab) localizada na direcção da constelação de Apus. Possui uma declinação de -78° 23' 16" e uma ascensão recta de 14 horas, 34 minutos e 01,5 segundos.
A galáxia NGC 5612 foi descoberta em 23 de Maio de 1835 por John Herschel.